# Meandrinidae
Meandrinidae — родина рифоутворюючих коралових поліпів ряду Мадрепорові корали (Scleractinia). Викопні рештки представників родини відомі з крейди.

## Опис
Представники Meandrinidae є колоніальними коралами. Вони містять зооксантелли — мікроскопічні водорості симбіонти, які забезпечують їх енергією. Вони набувають різних форм, включаючи масивні, гілясті, стовпчасті й трубчасті. Хоча зовні нагадують представників родини Faviidae, кораліти Meandrinidae мають тверді, непористі стіни і рівномірні, тверді перегородки. Більшість родів зустрічаються тільки в Атлантичному океані, але рід Ctenella є ендеміком Червоного моря і західної частини Індійського океану.

## Класифікація
Всесвітній реєстр морських видів включає в себе наступні роди в родині:
- Ctenella Matthai, 1928
- Dendrogyra
- Dichocoenia
- Eusmilia
- Goreaugyra
- Meandrina Lamarck, 1801
- Montigyra